# Daniel Öhman
Hans Daniel Öhman, född 20 maj 1973, är en svensk undersökande journalist på Ekot på Sveriges Radio. 

## Biografi
Daniel Öhman är den första reporter som belönats med Stora journalistpriset två år i rad. 
År 2012 avslöjade Daniel Öhman tillsammans med Bo-Göran Bodin den så kallade Saudiaffären, som påvisade hur Sverige i hemlighet genom myndigheten FOI hjälpte Saudiarabien att planera en vapenfabrik. Avslöjandet ledde till försvarsminister Sten Tolgfors avgång. För reportagen belönades journalisterna med Stora Journalistpriset och Prix Europa för bästa undersökande dokumentär i Europa.
2013 belönades reportaget "project simoom" Saudiaffären del 1. med världens finaste pris för undersökande journalistik IRE Medal, av amerikanska Investigative Reporters and Ediors, i konkurrens med bland andra årets Pulitzerprisvinnare. 
Dessförinnan har Daniel Öhman arbetat med granskningar av livsmedelsindustrin. Granskningen av den danska och svenska grisindustrin och programserien Matens Pris belönades med Stora journalistpriset 2011. Han fick också 2008 Guldspaden av föreningen Grävande Journalister för sin nyhet om Ericssons mutaffärer på 1990-talet. 
År 2014 fortsatte han granskningen av Ericssons mutaffärer tillsammans med Bo Göran Bodin. Dokumentären "The Insider" belönades med Prix Europa
Best European Radio Investigation. 
Daniel Öhman är författare till tre böcker: "Matens Pris" 2011,  "Saudivapen"  2014 och "Miljödieten" 2016 

## Utmärkelser
- Ikaros 2007. Nominering. "Granskning av svensk narkotikabekämpning". Med Bo Göran Bodin och Daniel Velasco.
- Guldspaden 2007. "Ericssons mutaffärer".
- Guldspaden 2009. "Grisindustrin". Med Malin Olofsson.
- Stora miljöjournalistpriset 2009. Nominering. "Grisindustrin". Med Malin Olofsson.
- Årets lantbruksreportage 2009. "Grisindustrin" Med Malin Olofsson.
- Stora Radiopriset Public Service 2009. Nominering. "Köttbranschen" Med Malin Olofsson
- Stora Radiopriset Folkbildare 2009. "Grisindustrin" Med Malin Olofsson.
- Sveriges Kvinnors djurskyddsförenings journalistpris 2009. "Grisindustrin". Med Malin Olofsson.
- Änglamarkspriset 2010. Nominerad. "Matens Pris" "Grisindustrin". Med Malin Olofsson.
- Stora Radiopriset Public Service 2010. Nominering. "Matens pris" Med Malin Olfsson
- Stora Radiopriset Folkbildare 2010. "Matens Pris" Med Malin Olofsson
- Årets miljöjournalist 2010. "Matens Pris" Med Malin Olofsson
- Stora Journalistpriset 2011 i kategorin Årets Avslöjande. För "Matens Pris"
- Guldspaden 2011 "Matens Pris: den fula fisken" Nominering.
- Stora Radiopriset Folkbildare 2012 "Saudiaffären". Nominering
- Stora Radiopriset Årets reportage 2012 "Saudiaffären".
- Prix Europa Saudiaffären Best investigative radio documentary 2012. Med Bo Göran Bodin.
- Stora Journalistpriset 2012 i kategorin Årets Avslöjande. För "Saudiaffären"
- Guldspaden 2012. "Saudiaffären". Med Bo Göran Bodin.
- Ikaros 2012. "Saudiaffären". Med Bo Göran Bodin.
- Best Investigative Report 2012. New York Festivals. För "Saudiaffären", Project Simoom. Med Bo Göran Bodin.
- IRE Award: Gold Medal Winner Amerikanska undersökande journalisters främsta pris. För "Saudiaffären" Med Bo Göran Bodin.]
- Stora Radiopriset. Årets reportage 2012. Nominering. "Drönardöden" med Lotten Collin
- Årets miljöjournalist 2013 För Dioxinfisken i Östersjön Med Malin Olofsson.
- Prix Europa 2014 Best european radio investigation. "The Insider" Med Bo Göran Bodin.